# 卡恩 (巴西)
卡恩（葡萄牙語：Caém）是巴西巴伊亚州的一个市镇。总面积497.467平方公里，总人口9823人，人口密度19.7人/平方公里。